# Cüneyt Çakır
Cüneyt Çakır (wym. [ˈdʒyne̞jt ˈtʃäkɯɾ]; ur. 23 listopada 1976) – turecki sędzia piłkarski od 1992, od 2001 sędzia Süper Lig, od 2006 sędzia międzynarodowy FIFA, od sezonu 2010/2011 jest posiadaczem licencji UEFA Elite.
Jeden z dwunastu arbitrów wyznaczonych przez UEFA do prowadzenia meczów podczas Mistrzostw Europy 2012. Sędziował także mecze Mistrzostw Świata 2014, Mistrzostw Europy 2016, Mistrzostw Świata 2018 oraz Mistrzostw Europy 2020. 6 czerwca 2015 roku sędziował finał Ligi Mistrzów UEFA pomiędzy Juventusem Turyn a FC Barceloną, który zakończył się triumfem Dumy Katalonii 3:1.

## Sędziowane mecze Mistrzostw Europy 2012
| Mecz                   | Data       | Miejsce                   | Runda        | Wynik      | Żółta kartka | Czerwona kartka |
| ---------------------- | ---------- | ------------------------- | ------------ | ---------- | ------------ | --------------- |
| Ukraina – Szwecja      | 11.06.2012 | Stadion Olimpijski, Kijów | Faza grupowa | 2:1        | 2            | 0               |
| Włochy – Irlandia      | 18.06.2012 | Stadion Miejski, Poznań   | Faza grupowa | 2:0        | 7            | 1               |
| Portugalia – Hiszpania | 27.06.2012 | Donbas Arena, Donieck     | Półfinał     | 0:0 k. 2:4 | 3            | 0               |

## Sędziowane mecze Mistrzostw Świata 2014
| Mecz                 | Data       | Miejsce                      | Runda        | Wynik      | Żółta kartka | Czerwona kartka |
| -------------------- | ---------- | ---------------------------- | ------------ | ---------- | ------------ | --------------- |
| Brazylia – Meksyk    | 17.06.2014 | Castelão, Fortaleza          | Faza grupowa | 0:0        | 4            | 0               |
| Algieria – Rosja     | 26.06.2014 | Arena da Baixada, Kurytyba   | Faza grupowa | 1:1        | 5            | 0               |
| Holandia – Argentyna | 9.07.2014  | Arena Corinthians, São Paulo | Półfinał     | 0:0 k. 2:4 | 3            | 0               |

## Sędziowane mecze Mistrzostw Europy 2016
| Mecz                  | Data       | Miejsce                                | Runda        | Wynik | Żółta kartka | Czerwona kartka |
| --------------------- | ---------- | -------------------------------------- | ------------ | ----- | ------------ | --------------- |
| Portugalia – Islandia | 14.06.2016 | Stade Geoffroy-Guichard, Saint-Étienne | Faza grupowa | 1:1   | 2            | 0               |
| Belgia – Irlandia     | 18.06.2016 | Stade Matmut-Atlantique, Bordeaux      | Faza grupowa | 3:0   | 2            | 0               |
| Włochy – Hiszpania    | 27.06.2016 | Stade de France, Saint-Denis           | 1/8 Finału   | 2:0   | 2            | 0               |

## Sędziowane mecze Mistrzostw Świata 2018
| Mecz                | Data       | Miejsce                          | Runda        | Wynik           | Żółta kartka | Czerwona kartka |
| ------------------- | ---------- | -------------------------------- | ------------ | --------------- | ------------ | --------------- |
| Maroko – Iran       | 15.06.2018 | Stadion Kriestowskij, Petersburg | Faza grupowa | 0:1             | 4            | 0               |
| Nigeria – Argentyna | 26.06.2018 | Stadion Kriestowskij, Petersburg | Faza grupowa | 1:2             | 5            | 0               |
| Chorwacja – Anglia  | 11.07.2018 | Stadion Łużniki, Moskwa          | Półfinał     | 2:1 po dogrywce | 3            | 0               |

## Sędziowane mecze Mistrzostw Europy 2020
| Mecz                  | Data       | Miejsce                   | Runda        | Wynik           | Żółta kartka | Czerwona kartka |
| --------------------- | ---------- | ------------------------- | ------------ | --------------- | ------------ | --------------- |
| Węgry – Portugalia    | 15.06.2021 | Puskás Aréna, Budapeszt   | Faza grupowa | 0:3             | 3            | 0               |
| Ukraina – Austria     | 21.06.2021 | Arena Narodowa, Bukareszt | Faza grupowa | 0:1             | 0            | 0               |
| Chorwacja – Hiszpania | 28.06.2021 | Parken, Kopenhaga         | 1/8 Finału   | 3:5 po dogrywce | 2            | 0               |